# Miengo
Miengo est une commune espagnole située dans la communauté autonome monoprovinciale de Cantabrie.